# Cantó de Pontgibaud
El cantó de Pontgibaud és un cantó francès del departament del Puèi Domat, situat al districte de Riam. Té 10 municipis i el cap és Pontgibaud.

## Municipis
- Bromont-Lamothe
- Chapdes-Beaufort
- Cisternes-la-Forêt
- La Goutelle
- Montfermy
- Pontgibaud
- Pulvérières
- Saint-Jacques-d'Ambur
- Saint-Ours
- Saint-Pierre-le-Chastel

## Història
| Data d'elecció                           | Identitat                   | Partit    | Qualitat |
| ---------------------------------------- | --------------------------- | --------- | -------- |
| 1958-1970                                | M. Marty                    | Centrista |          |
| 1970-1976                                | M. de Larouzière-Montlosier | RI        |          |
| 1976-1994                                | Charles Lécuyer             | PS        |          |
| 1994-2001                                | Jacques Martin              | PS        |          |
| 2001-2008                                | Daniel Courtadon            | PS        |          |
| 2008-                                    | Lionel Muller               | UMP       |          |
| les dades anteriors no són pas conegudes |                             |           |          |
|                                          |                             |           |          |

## Demografia
| 1962  | 1968  | 1975  | 1982  | 1990  | 1999  | 2007  |
| ----- | ----- | ----- | ----- | ----- | ----- | ----- |
| 5.724 | 6.087 | 5.817 | 5.764 | 6.001 | 5.996 | 6.426 |